# Blocul administrativ al fabricii „1 Mai” (Tiraspol)
Blocul administrativ al fabricii „1 Mai” este o clădire amplasată pe str. Lenin, 44 în Tiraspol, Republica Moldova. Este un monument arhitectural de importanță națională inclus în Registrul monumentelor Republicii Moldova ocrotite de stat cu nr. 4 (municipiul Tiraspol). Datează din 1936.